# Maximilian Maeder
Maximilian «Max» Maeder (* 12. September 2006 in Singapur) ist ein singapurisch-schweizerischer Kitesurfer. Er ist mehrfacher Welt- und Asienmeister und gewann bei den Olympischen Spielen 2024 vor der Küste Marseilles die Bronzemedaille in der erstmals ausgetragenen Disziplin Formula Kite für sein Geburtsland Singapur.

## Biografie
Max Maeder kam 2006 als Sohn des aus Flawil im Kanton St. Gallen stammenden Valentin Maeder (eigentlich Mäder) und der Singapurerin Teng Hwee Keng in der Heimatstadt seiner Mutter zur Welt. Seine Eltern arbeiteten beide im Wakatobi Dive Resort auf der gleichnamigen Inselkette südöstlich von Sulawesi, das sein Onkel, der Meeresbiologe  Lorenz Mäder, Anfang der 1990er Jahre eröffnet hatte. Maximilian wuchs abwechselnd in Indonesien und in der Schweiz auf und erhielt wie seine beiden jüngeren Brüder Heimunterricht. Neben Englisch spricht er fliessend Deutsch und Mandarin sowie Französisch.
Als er sechs Jahre alt war, brachte ihm sein Vater an den Stränden Wakatopis das Kiteboarden bei. Im Alter von zehn Jahren wandte er sich dem schwieriger zu manövrierenden Foilboard zu. Im Hinblick auf den Wettkampfsport entschied sich Maeder, für das Heimatland seiner Mutter, Singapur, anzutreten. Er verglich den Entscheid augenzwinkernd mit der Wahl zwischen Hühnchenreis und Käsefondue. Sein um zwei Jahre jüngerer Bruder Karl ist ebenfalls als Kitesurfer aktiv und startet für die Schweiz.
Maximilian Maeder mass sich von Anfang an mit deutlich älteren Konkurrenten. Seinen ersten grossen Titel gewann er im Alter von gerade einmal elf Jahren bei den Segel-Asienmeisterschaften 2018 in Zhuhai. Auch bei drei der folgenden vier Austragungen sicherte er sich die Goldmedaille, nur in Shenzhen holte er 2023 Silber. 2021 wurde er in der Formula-Kite-Klasse erstmals Juniorenweltmeister und gewann ausserdem die Europameisterschaft in Montpellier. Im Jahr darauf gewann er zusätzlich zu Juniorenweltmeisterschaft, Asienmeisterschaft und Europameisterschaft Gold bei den Asienspielen in Hangzhou. Im Rahmen der Weltmeisterschaften vor der sardischen Küste holte er eine weitere Silbermedaille. 2023 wurde er in Den Haag 16-jährig erstmals Weltmeister, ein Jahr später verteidigte er diesen Titel in Hyères. Daneben feierte er einige Rennsiege auf der KiteFoil World Series.
Aufgrund seiner zahlreichen Erfolge und als Nummer eins der Weltrangliste ging Maeder als Topfavorit in die Olympischen Spiele 2024, bei denen Kitesurfen erstmals auf dem Programm stand. Letztlich musste er sich im wegen anhaltender Flaute mehrmals verschobenen Medal Race vor Marseille dem Österreicher Valentin Bontus und dem Slowenen Toni Vodišek geschlagen geben. Er sorgte damit für die insgesamt erst sechste Medaille in der olympischen Geschichte Singapurs. Für den Gewinn der Bronzemedaille erhielt er vom nationalen olympischen Komitee eine Prämie in der Höhe von 160'000 Franken. Als erfolgreichster Athlet seines Landes durfte er bei der Abschlusszeremonie der Spiele die singapurische Fahne tragen.

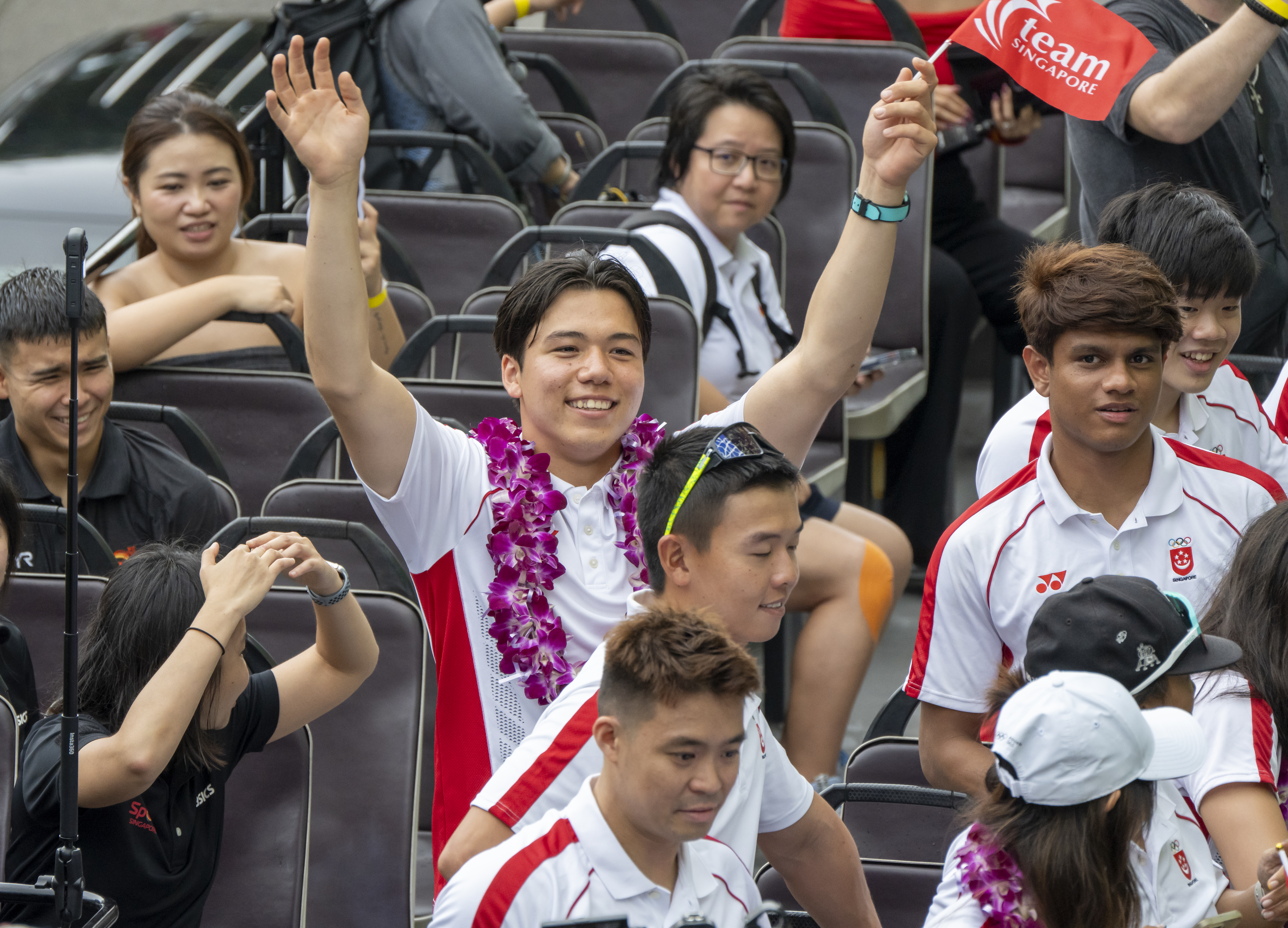
Max Maeder (mit Fähnchen) nach den Olympischen Spielen 2024

Maeder trainiert vor allem an der kroatischen Adriaküste und erhält seit 2022 ein Stipendium von Sport Singapore. Im Hinblick auf die Olympischen Spiele 2028 wurde ihm ein Aufschub des obligatorischen Wehrdienstes gewährt.

## Erfolge (Auswahl)
2018
- 1. Platz Asienmeisterschaften, Zhuhai

2019
- 1. Platz Asienmeisterschaften, Beihai

2021
- 1. Platz KiteFoil World Series, Fuerteventura
- 1. Platz Juniorenweltmeisterschaften, Mussanah
- 1. Platz Europameisterschaften, Montpellier

2022
- 2. Platz KiteFoil World Series, Traunsee
- 1. Platz Juniorenweltmeisterschaften, Den Haag
- 1. Platz Panamerikameisterschaften, São Luís
- 1. Platz Europameisterschaften, Nafpaktos
- 1. Platz Asienmeisterschaften, Pattaya
- 1. Platz Asienspiele, Hangzhou
- 2. Platz Weltmeisterschaften, Cagliari

2023
- 1. Platz KiteFoil World Series, Zhuhai
- 1. Platz KiteFoil World Series, Cagliari
- 1. Platz Juniorenweltmeisterschaften, Búzois
- 2. Platz Asienmeisterschaften, Shenzhen
- 1. Platz Weltmeisterschaften, Den Haag
- 1. Platz KiteFoil World Series, Traunsee

2024
- 1. Platz Asienmeisterschaften, Daishan
- 1. Platz Weltmeisterschaften, Hyères
- 3. Platz Olympische Spiele, Paris (Marseille)
- 1. Platz KiteFoil World Series, Traunsee

## Auszeichnungen
- 2022–2024: Singapore Sports Award in der Kategorie Sportsboy of the Year[11]
- 2024: Young World Sailor of the Year[12]